# Капітан IV рангу
Капітан IV рангу  — в Московському царстві у 1713—1717 роках військово-морський чин (звання). Не знайшов відображення у введеної у 1722 році Табелі про ранги.

## Опис
Чин капітан IV рангу існував в період 1713—1717 років. Був введений царем  Петром Олексійовичем для командирів лінійних кораблів 4-го рангу. До Морського статуту 1720 року чин не ввійшов.
Чин капітана IV рангу був вище капітан-лейтенант а і нижче капітана III рангу.

## Носії
У званні капітана IV рангу Вітус Беринг у 1715 році здійснив плавання з Архангельську до Кронштадту, навколо Скандинавії.